# یالو
- برای رودخانه‌ای به این نام رجوع کنید به یالو (رودخانه)

یالو، روستایی است از توابع بخش مرکزی شهرستان گرگان در استان گلستان ایران.

## جمعیت
این روستا در دهستان روشن آباد قرار داشته و براساس سرشماری سال ۱۳۸۵جمعیت آن ۱۱۰ نفر (۲۷ خانوار) بوده‌است.